# Genug gesagt
Genug gesagt (Originaltitel: Enough Said) ist eine US-amerikanische Filmkomödie von Nicole Holofcener aus dem Jahr 2013 mit Julia Louis-Dreyfus und James Gandolfini in den Hauptrollen.

## Handlung
Eva ist geschieden und lernt auf einer Party die attraktive Marianne und einen Mann namens Albert kennen. Albert nimmt später Kontakt zu Eva auf, zwischen den beiden entwickelt sich langsam eine Romanze. Eva erkennt schließlich, dass Albert der Ex-Mann von Marianne ist, sagt aber nichts. Marianne hatte eher schlecht über Albert geredet, und Eva nimmt ihn fortan kritisch unter die Lupe.

## Hintergrund
An der Realisierung des Films waren die Filmproduktionsgesellschaften Fox Searchlight Pictures und Likely Story beteiligt.
Genug gesagt feierte seine Premiere am 7. September 2013 auf dem Toronto International Film Festival. Der Start in ausgewählten Kinos in den USA war am 18. September 2013. Ab dem 11. Oktober 2013 wurde der Film in den gesamten Vereinigten Staaten gezeigt. In Deutschland läuft Genug gesagt seit dem 19. Dezember 2013 in den Kinos.

## Rezeption
Der Film Genug gesagt wurde überwiegend positiv bewertet. Auf der Website Rotten Tomatoes erreichte der Film bei 96 Prozent der Rezensenten eine positive Bewertung. Bei Metacritic erhielt er eine Bewertung von 78 %, basierend auf 44 Kritiken.

„Vorsicht ist bei der Partnerwahl immer geboten, aber erst recht, wenn einen die Ex-Frau des Traummanns auf seine Fehler hinweist: In Nicole Holofceners nachdenklicher Komödie liegen Witz und Tücke in gewöhnlichen Gesprächssituationen verborgen.“

„James Gandolfini brilliert […] als liebender Vater und tapferer Kämpfer gegen die Einsamkeit.“

## Auszeichnungen
- Nominierung für den Golden Globe Award in der Kategorie Beste Hauptdarstellerin – Komödie/Musical für Julia Louis-Dreyfus
- Boston Society of Film Critics Award in der Kategorie bester Nebendarsteller für James Gandolfini (posthum)
- Nominierung für den Broadcast Film Critics Association Award in der Kategorie bester Darsteller in einer Komödie für James Gandolfini
- Nominierung für den  Broadcast Film Critics Association Award in der Kategorie bester Nebendarsteller für James Gandolfini
- Nominierung für den  Chicago Film Critics Association Award in der Kategorie bester Nebendarsteller für James Gandolfini
- Nominierung für den  Independent Spirit Award in der Kategorie bester Nebendarsteller für James Gandolfini
- Nominierung für den  London Critics’ Circle Film Award in der Kategorie bester Nebendarsteller des Jahres für James Gandolfini
- Nominierung für den  Phoenix Film Critics Society Award in der Kategorie bester Nebendarsteller für James Gandolfini
- Nominierung für den Screen Actors Guild Award in der Kategorie bester Nebendarsteller für James Gandolfini
- Nominierung für den Washington D.C. Area Film Critics Association Award in der Kategorie bester Nebendarsteller für James Gandolfini
- Die Deutsche Film- und Medienbewertung FBW in Wiesbaden verlieh dem Film das Prädikat besonders wertvoll.